# Deuterammina
Deuterammina es un género de foraminífero bentónico de la subfamilia Polystomammininae, de la familia Trochamminidae, de la superfamilia Trochamminoidea, del suborden Trochamminina, y del orden Trochamminida. Su especie tipo es Trochammina glabra. Su rango cronoestratigráfico abarca el Holoceno.

## Discusión
Clasificaciones previas incluían Deuterammina en el suborden Textulariina del orden Textulariida. Otras clasificaciones lo han incluido en el orden Lituolida.

## Clasificación
Deuterammina incluye a las siguientes especies:
- Deuterammina balkwilli
- Deuterammina celtica
- Deuterammina diasbritoi
- Deuterammina discorbis
- Deuterammina dublinensis
- Deuterammina eddystonensis
- Deuterammina glabra
- Deuterammina grisea
- Deuterammina goughensis
- Deuterammina grahami
- Deuterammina minuta
- Deuterammina montagui
- Deuterammina mourai
- Deuterammina parva
- Deuterammina plana
- Deuterammina plymouthensis
- Deuterammina rotaliformis
- Deuterammina scoresbyi
- Deuterammina williamsoni

En Deuterammina se han considerado los siguientes subgéneros:
- Deuterammina (Centrodeuterammina), también considerado como género Centrodeuterammina
- Deuterammina (Lepidodeuterammina), aceptado como género Lepidodeuterammina